# Xoán Xesús González
Xoán Xesús González, también Juan Jesús González o Xohán Xesús González (Cuntis, 1895 - Santiago de Compostela, 1936), fue un periodista, abogado, escritor y político socialista español, activo en el ámbito gallego.

## Biografía
Procedente del PSOE, descontento ante el débil impulso autonómico del partido, en agosto de 1932 fundó la Unión Socialista Gallega, en la que intentaba conjugar socialismo y galleguismo. Tras su fracaso en las elecciones de 1933, el partido se disuelve. En enero de 1934 funda una organización denominada Agrupación al Servicio de la Autonomía. En abril formaba parte de la directiva de Izquierda Republicana y, tras una serie de desacuerdos, fundó con varios amigos la Vanguardia de Izquierda Republicana.
En 1936 participa en la fundación de la Asociación de Escritores de Galicia.
Al estallar la Guerra Civil, se puso al frente de los mineros de Lousame para marchar sobre La Coruña. La columna fracasó y González fue fusilado por los sublevados en agosto o septiembre de 1936, en las tapias del cementerio de Boisaca, en Santiago de Compostela.

## Obra
- Agarimos. Versos da y-alma, 1921 (poemario)
- Ana María, 1925 (novela)
- A modelo de Paco Asorey, 1934 (novela)